# Gerbillus rosalinda
Gerbillus rosalinda је врста глодара из породице мишева.

## Распрострањење
Врста има станиште у Судану и Сомалији.

## Станиште
Станиште врсте је травна вегетација.

## Угроженост
Ова врста није угрожена, и наведена је као последња брига јер има широко распрострањење.